# Медицинска геологија
Медицинска геологија једна је од научних дисциплина чији је основни циљ да изучава опште законитости утицаја геолошке средине на човеково здравље, и да међу геолошким факторима издвоји оне који могу бити основни узрочници појединих болести или могу имати позитиван утицај на човека.

## Назив
Медицинска геологија, поједностављени је назив за прави јако дуго коришћен за ову научне област: хидробиогеохемоепидемиопатоекологија (енгл. hydrobiogeochemoepidemiopathoecology).
Однедавно након стварања новог концепта у овој области науке уведен је и назив геомедицински инжењеринг (који је све више у експанзији), који осваја нове области научног истраживања и предлаже апликацију нових истраживања у медицинској геологији.

## Историја
Иако се сматра да медицинска геологија млада наука односи између негативних и позитивних утицаја геологије, природних услова животне средине и здравља били су познати људима још пре више хиљада година у древној Грчкој и Кини О томе сведочи ова реченица познатог грчког лекара Хипократа (460—377. п. н. е.), кога многи сматрају зачетником медицинске геоологије:
| „ | Болест нам не долази из ведра неба, већ се развија из свакодневних малих грехова према природи. | ” |

Плиније старији и Аристотел, такође су уочили да геолошки (литолошки) сасатав неког подручја може утицати на састав воде, па зато Аристотел своје ученике учи да:
| „ | Квалитет и састав воде зависи од стена кроз које протиче. | ” |

У 3. веку пре н.е, у древној Кини уочена је појава да сребро, бакар, олово, гвожђе могу изазвати тровања, као и да се болести дисајних органа могу јавити код особа које уситњавају камен.
Римки архитекта Витрувије (1. век пре н.е.), међу првима је указао на негативне утицаје рударства по здравље и животну средину због загађења вода и земљишта око рудника.
Тровања оловом забележена су још пре 3000 година код Египћана, и у периоду 1550—660. п. н. е. на глиненим таблицама Асираца, док је Парацелзус, отац фармакологије (1493—1541) у једном свом делу објавио: 
| „ | Све супстанце су отрови, и не постоји ниједна која није отров. Само право дозирање разликује отров од лека. | ” |

Српски геолог Јован Жујовић (1856—1936) с краја 19. века изнео је следећа запажања о утицају геолошког састава земљишта на људе и животиње: 
| „ | Да вам наведем један интересантан пример зависности, и то са терена састављеног од најстаријих кристаластих шкриљаца од гнајса. Та стена распадањем својим даје мало неродне земље, у којој је необично мало фосфата и креча, врло потребних за развој организма. Ту је не само ратарство мало развијено већ су кржљаве и животиње. Приметило се да су пужеви ретки и да им је љуштура врло танка, да кокошке носе јаја са врло танком љуском, да је костур у стоке врло слаб и најзад, да су чак и регрути врло мали. | ” |

Овај текст сумира идеју медицинска геологија, која ће настати као научна област тек много година касније.
Међутим тек с краја 20. и почетком 21. века нагло се повећало интересовање за геофизичке факторе специфичне по негативном утицају на здравље људи (разна електромагнетна и радиоактивна поља и аномалије). Због тога се кренуло у истраживања у два смера изучавања: 
- Прво, дејства природних и вештачких поља на свет живих организама,
- Друго квантитативно дејства појаве од примарног и секундарног утицаја на животну средину и њену заштиту.

Након ових изучавања развила се медицинска геологија, као посебна област науке која има за циља да изучава закономерности утицаја геолошке средине на физичко и социјално здравље оганизованог човека.
Као млада наука медицинска геологија основан је 1990. године од стране Међународне уније геолошких наука, са задатком да изучава закономерности утицаја геолошке средине на физичко и социјално здравље оганизованог човека и пронађе праву равнотежу између унос елемената / минерала у у организам у циљу побољшања и очувања здравља.

## Значај
Неоспоран је доказан да утицаји земљишта на биљке, животиње и човека могже бити разноврсни, али пре свега позитиван и негативан. Истраживања указују да примарно место заузимају микроелементи у земљишту, са могућим токсичним ефектима и разним микроелементозама, појавама рака и других обољења.
Минерални ресурси, по значају на пољу побољшавања животних услова становништва, заузимају друго место (иза пољопривреде); међу њима, су енергетске сировине најцењенији продукти. Тако је нпр. уран изузетно значајан јер је оптерећен великим бременом кривице за вишевековно радиоактивно загађење животне средине.
Метеоролошки фактори средине могу да доведу до сунчаног и топлотног удара, висинске болести и снежног слепила, могу да допринесу развоју патогених клица и сл.
Геохемијски услови одговорни су за појаву ендемске гушавости и нефропатије, арсенозе, флуорозе и других болести, а биолошки ‒ попут супстанци и мириса биљног и животињског порекла ‒ могу да изазову алергије и бронхијалну астму.
Поред унутрашњег стања организма, природни фактори, удружени са животним стиловима, навикама и загађењима антропогеног порекла, утичу на здравље, квалитет и дужину живота.
Употреба метала и неметала у привреди је врло широка. Многи неметали су све значајнији због улоге у заштити животне средине (бентонит, глина, зеолит и др.).
Ризик од влакнастих минерала (амфиболског азбеста и сл.) изражен је кроз појаву малигних тумора на плућима и фиброзу (азбестозу).
Велики значај медицинска геологија придаје и изучавању подземнеих воде које су доминантни ресурс за снабдевање становништва, пољопривреде и индустрије квалитетном, али пре свега здравом пијаћом водом. Вода је незаменљива са физиолошког, епидемиолошког и хигијенског гледишта, а њене последице по здравље могу настати због вишка или дефицита појединих елемената у њој.
Значај за истражиње у геолошкој медицини има и веза између електромагнетног зрачења и временских фронтова, смртности, порођаја, саобраћајних удеса или индустријских незгода.
Неповољно на здравље има и утицај природних магнетних поља изражен кроз поремећај централног нервног система, жлезда са унутрашњим лучењем, чула и појаву рака (нпр. позната Курска магнетна аномалија са великим утицајем на смртност становништва дате области). Са друге стране уочен је и повољан утицај магнетних поља, кроз ефекте магнетотерапије, па је све присутнија њена примена у лечењу појединих болести локомоторног апарата или нервног система.

## Најзначајнији геолошки чиниоци

### Атмосфера
Ерупцијама вулкана у атмосферу се избацују велике количине гасова (угљен-диоксид, угљен-моноксид итд.) и ситних честица. Ширење облака прашине и гасова изазива штетне последице на ширем подручју. 
Тако је нпр. Ерупција Лакија на Исланду у 18. веку изазвала бројне респиторне проблеме и смрт по целој Европи чак и више месецима након хазарда.
Ваздухом ношене честице прашине удисањем улазе у организме и изазивају респиторне проблеме. Хронична изложеност може бити и последица радног окружења. Истраживања су показала да је повишена концентрација силицијума и силицијумских једињења у ваздуху изузетно канцерогена и смањује капацитет плућа.
Данас је могуће праћење концентрације угљен-диоксид, угљен-моноксид и других аеросола даљинским снимањима и предвиђањем могућих најтеже погођених подручја.

### Хидросфера
Састав воде коју користимо за било које намене увелико зависи од стенске подлоге и интеракцији тла, стена и воде. Од елемената геогеног порекла, највећу опасност представљају флуор и арсен. Новија истраживања болести назване балканска ендемска нефропатија (БЕН), повезују са подземним водима и повишене концентрацијом органских материја.

### Литосфера / педосфера
Осим директног уношења земље (било намерног или случајног), изложеност штетним материјама могућа је и путем ланца исхране (биљке-животиње-људи). Намерно директно уношење земље у организам назива се геофагија . Данас се јавља додатни проблем, загађеност тла ђубривима, пестицидима и наводњавањем.

## Најзначајнији хемијски елементи у медицинској геологији

### Селен
Селен (Se) је изузетно раширени полуметал, есенцијалан за људе и животиње као микронутријент, али изузетно токсичан у повишеним концентрацијама. Од свих елемената, показује најужи распон између недовољних (< 40 мг на дан) и токсичних концентрација ( > 400 мг на дан). Најважнији природни извор селена чине површинске стене и вулкани.
Животиње и људи су изложени селену преко контакта кожом, удисањем или исхраном (вода и храна узгојена на земљишту богатим селеном). Хране богате селеном као што је месо, бразилских орашчића, пшенице, садржи селен у форми селенат који је изузетно биодоступан.
Недостатак селена код животиња, повезан је са дистрофијом мишића, смањењем апетита, малим растом, ниском плодношћу Сви ти симптоми заједнички се називају болест белих мишића. Код људи, недостатак селена се најчешће манифестује у облику срчане болести или проблемима са костима и зглобовима.
Токсичност селена у организму, знатно ређи проблем, већином је везана уз ниску концентрацију витамина Е. Проблеми укључују сметње у варењу, лоше зубе и нокте, дисколорацију коже. Најекстремнији облик обољења је хронично тровање селеном или селеноза. Симптоми су опадање косе и ноктију, проблеми са нервним системом, кожом, задах по белом луку, распадање зуба, парализа, иритација дисајних путева, метални укус у устима, вода у плућима, дерматитис.